# Fiat Industrial
Fiat Industrial S.p.A. (BIT: FI
) var fra januar 2011 - september 2013 en italiensk industrikoncern. Fiat Industrial blev fraspaltet Fiat-koncernen ved begyndelsen af 2011, men i 2013 blev aktiviteterne overført til et nyt selskab kaldet CNH Industrial. Fiat Industrial fungerede som holdingselskab for lastbilproducenten Iveco, jordbrugs- og entreprenørmaskineproducenten CNH Global (89,3 %) og FPT Industrial som bestod af industri- og marineaktiviteterne fra Fiat Powertrain Technologies. Virksomheden blev ledet af Sergio Marchionne som bestyrelsesformand, som også er administrerende direktør for Fiat S.p.A.
I 2010 havde Fiat Industrial en omsætning på 21,34 mia. Euro og i alt 62.120 medarbejdere.
Ved fraspaltningen 1 januar 2011, blev hver aktie i Fiat-koncernen delt i en Fiat S.p.A. aktie og en Fiat Industrial aktie.